# Wiesław Awedyk
Wiesław Awedyk (ur. 21 sierpnia 1939, zm. 9 lutego 2020) – polski językoznawca, dr hab., prof.

## Życiorys
Obronił pracę doktorską, następnie uzyskał stopień doktora habilitowanego. Otrzymał nominację profesorską. Objął funkcję profesora w Instytucie Filologii Angielskiej na Wydziale Neofilologii Uniwersytetu im. Adama Mickiewicza w Poznaniu, oraz profesora nadzwyczajnego w Katedrze Filologii Angielskiej na Wydziale Nauk Społecznych i Humanistycznych Społecznej Akademii Nauk w Łodzi.
Zmarł 7 lutego 2020, pochowany na Cmentarzu Parafialnym w Komornikach.